# بنگاوکس
بنگاوکس (انگلیسی: Bangavax) یک واکسن کووید-۱۹ تولید‌شده توسط یک شرکت داروسازی بنگلادشی است. در ابتدا نام این واکسن بنکووید بود. در تاریخ ژوئیه ۲۰۲۱، این واکسن همچنان در انتظار گرفتن مجوز از سازمان بهداشت جهانی برای انجام دادن آزمایش برروی انسان است.